# Cecil Jones Attuquayefio
Sir Cecil Jones Attuquayefio (né le 18 octobre 1944 à Accra - mort le 12 mai 2015 à Accra) est un ancien footballeur ghanéen, reconverti comme entraîneur.

## Palmarès
- Vainqueur de la Coupe d'Afrique des nations en 1965 avec l'équipe du Ghana
- Finaliste de la Coupe d'Afrique des nations en 1968 et 1970 avec l'équipe du Ghana